# Dădești (okręg Bacău)
Dădești – wieś w Rumunii, w okręgu Bacău, w gminie Vultureni. W 2011 roku liczyła 132 mieszkańców.